# Idioma Osha-Ifa

## Yoruba desde su lingüística a su idiomática
Esta lengua la integran 20 dialectos; los más importantes son: Oyó, Ifé, Iyesá, Ilá, Iyebú, Ekiti, Ondó, Egba y Ovó (nucleados entre sí, por lo que la comunicación en cualquiera de ellos es asequible a todos los individuos). Fue en sus inicios llamada (por los primeros navegantes entre 1650 y 1730) Ulkumi. Con algunas variantes, para denominar esta legión y su idioma después de 1734 (después de publicado el mapa Snelgrave) desaparece y es sustituido por el término Ayó o Eyó, para designar Oyó u Oió. El dialecto de Oyó (o verdadero yoruba) es el más difundido por encontrarse en él elementos de todos los demás. El alfabeto yoruba fue elaborado por los monjes católicos nigerianos, mientras que el primer diccionario se publicó a mediados del siglo XIX (1843). Samuel Ajayi Crowther, antiguo esclavo y quien con posterioridad fuera el primer obispo católico de África Subsaharina, tradujo la Biblia al Yoruba como mucho antes hiciera Martín Lutero al traducirla al alemán; contribuyendo a la expansión del catolicismo por todos los rincones del planeta.
La lengua Yoruba pertenece al grupo sudánico de lenguas. Gran parte de su vocabulario está formado por palabras mono y polisílabas, que puede analizarse en sus elementos monosilábicos. El Yoruba por esta razón puede situarse en el mismo grupo lingüístico aislado que el chino cantonés y es por necesidad una lengua tonal. Por ser tonal, la combinación de una consonante con una de las siete vocales resulta en uno de los tres tonos, con tres significados distintos.
El Yoruba tiene gran importancia por su reconocimiento en los rituales como presencia de esta cultura en Brasil y desde hace tiempo en Argentina, Uruguay y Cuba.

## Definiciones numéricas
Números yorubas (hasta el dieciséis).- ESPAÑOL-YORUBA 
- Uno-OKÓ
- DOS-MEYI
- TRES-META
- CUATRO-MERIN
- CINCO-MARÚN
- SEIS-MÉFA
- SIETE-MEYÉ
- OCHO-MEYÓ
- NUEVE-MESÓ
- DIEZ-MEWÁ
- ONCE-MOKONLÁ
- DOCE-MEYILÁ
- TRECE-METANLÁ
- CATORCE-MERINLÁ
- QUINCE-MEDOGÚ
- DIECISÉIS-MERIDILOGÚN.

## Glosario

### A
- Abbita.- Diablo
- Abel.- Santo
- Aberinkulo.- Espantar al muerto
- Abi ola.- Suerte del pueblo
- Abikú.[4] - Espíritu viajero que encarna en niños y los hace morir premeditadamente. (Pierre Verger[5] realizó exploraciones importantísimas sobre el tema y gracias a su exhaustivo trabajo, la sociedad occidental posee información muy rica al respecto.)(Los Yoruba creen que estos niños, antes de reencarnar prometen regresar inmediatamente junto con los otros niños que viven en el Orun. Gracias a las investigaciones realizadas por Verger, sabemos que algunos itan narran que los Àbíkú forman una sociedad especial dentro del Orun y que además, en ellos, están descriptos los ebo que pueden modificar esos destinos y realizándolos, se logra hacerles olvidar la promesa de inmediato regreso al Orun y queden en la tierra por un tiempo prolongado).
- Abo.- Carnero
- Abo: Femenino (indica el género).
- Abó faca:.- Manilla consagrada de Orula que le entregan al iniciado al recibir a este orisha.
- Abòrìsà: Un adorador de los Òrìsàs. Alguien que ha recibido algunas iniciaciones básicas.
- Àború: Poder sacrificar/una oración para que el sacrificio sea escuchado.
- Àboyè: Poder sacrificar/una oración para que el sacrificio sea aceptado.
- Àbosíse: Poder sacrificar/una oración para que el sacrificio se manifieste.
- Àború, Àboyè: Es considerado uno de los saludos apropiados para un Babaláwo o Ìyánifá (iniciado en Ifá). El sacerdote devolverá el saludo de Àbosíse. En muchos casos y la bendición se extenderá al iniciado devolver este saludo. Esto varía de sacerdote a sacerdote.
- Abuela de santo.- Al hacerse santo se adquiere una familia. Así, el padre de santo del padrino viene a ser abuelo del recién iniciado. La abuela es la madre de santo del padrino.
- Abure.- Hermano
- Acarin.- Dios del espejo vilateral
- Aché.- Gracia, bendición, virtud, palabra. También alma de algo, su virtud
- Ache de egun.- Bendición de los muertos
- Ache de Orula : los polvos del Yefá que se utilizan en la ceremonia de Ifá.
- Achelu.- Policía
- Acheré.- Güiro pintado para la ceremonia de santería, consagrado al orisha que se festeja o invoca. También se dice de otras sonajas.
- Achú funfún.- Género blanco.
- Achupua.- Luna
- Acokan.- Corazón.
- Adde.- Corona
- Addimú.- Ofrenda sencilla de comida al orisha: un poquito de cada cosa. La comida ofrecida a los Antepasados y/o Òrìsà...”( Los Yoruba también entienden que hay un principio divino de dar todo lo que se pueda para tener derecho a merecer las bendiciones de Orisa y ancestros. Este principio divino es el fundamento de nuestros rituales de ofrendas y sacrificios, por ello cuando hacemos una petición a nuestros antepasados o nuestras divinidades y les pedimos el cambio o la transformación, debemos darles algo especial a cambio, sin importar lo simple que la ofrenda pueda parecer. Es este mismo principio divino el que va a elaborarse en este apartado denominado adimú. Su propósito es ayudarte a recuperar el olvidado arte del poder espiritual, de forma que puedas enriquecer tu vida por medio de cambios positivos (para ti y tu familia). Sin embargo, tengamos en cuenta que el adimú representado por los distintos sacrificios y ofrendas, no es moneda de cambio a través de la cual compramos los favores de las divinidades y ancestros.)
- Àdúrà: La oración. Addody.- Homosexual Adordi.- Homosexual.
- Afoché.- Polvos mágicos para embrujar o hacer maleficio.
- Afocheché.- hacer y echar polvos de brujería. Vulgarmente suele decirse que "le echaron un polvazo" y los entendidos saben que le hicieron un daño o maleficio.
- Agayu.- Padre de Changó
- Agbebe.- Abanico que utilizan deidades que son reinas: Yemayá y Ochún.
- Aggo.- Permiso
- Agguán:.- Limpieza, exorcismo. También plato.
- Agguoná.- Muñeco de madera, pepona. Según Cabrera significa también espejo.
- Agogo.- Campana, guataca, reloj.
- Agógonó.- Cascabeles.
- Agua de florida.- Agua
- Agután.- Carnero, se ofrenda a Changó para alabarlo.
- Agutaná.- Oveja.
- Aiku.- Salud y larga vida
- Ajá.- Manojo de varillas de palma de coco o de corojo que en la ceremonia se usa como escoba o sacudidor.
- Ajogun.- La palabra ajogun es un nombre colectivo de todos los poderes sobrenaturales maléficos o malévolos que atacan a los hombres.(Los ajogun son 8. Para los Yòrùbá, los ajogun son los enemigos manifiestos de los Òrìsá, de los ancestros y de los hombres, a quienes les producen todos los dolores, tristezas, pesares y muerte.  Se dividen en 2 categorías, los buenos y los malos: "ajogunrere" (buenos) y "ajogun-bukùkú" (malos).  Los siete espíritus maléficos son:

1. IKU muerte  -ÈWÒN encierro, cárcel, expiación, soledad.
2. ÒFÒ pobreza, lamento, maledicencia, miseria.
3. OFUN perdida, angustia, destierro, dolor.
4. ÈPÈ maldición, negatividad, brujería, maleficio, destrucción.
5. ÀRÒN enfermedad, depresión, tristeza, llanto, pesar.
6. ÈGBÁ parálisis, aterimiento, congelación, letargo.
7. ÌJÀ pelea, discordias, guerra, cizaña, conflictos, rivalidad.)

- Ajugbono .- Sacerdote que realiza la ofrenda a IFA en una reunión de mayores.
- Akaró.- Uno de los espíritus que se manifiestan como la muerte.
- Akinrinfu.- Fumar tabaco
- Akuara.- Codorniz. Se da de comer a Changó, Babalu-Ayé.
- Akuko.- Gallo.
- Ala aroyé.- Polemista, enredador.
- Alamí.- Remo.
- Alaroyé.- Conversación, rezo. También revolución, movimiento. Es uno de los nombres de Elegguá.
- Aleyo.- Creyente pero no iniciado. Invitado incrédulo.
- Ali.- Gallina
- Almanaque.- Fechas de los días que se festeja cada santo
- Amalá.- Comida a base de harina de maíz y carnero. También guiso de quimbombó.
- Amalaila.- Harina con quinbombo para chango
- Amarre.- Embrujo hecho para impedir la fuga o abandono de alguien por quien se siente afecto.
- Añá.- Tambor. Añá es el orisha que vive dentro del tambor batá, su fundamento o misterio. Esta deidad se consagra solo por Ifá.
- Ano burukú.- Que se vaya la enfermedad, que se vaya.
- Apetesbi.- Mujer ayudante del Babalawo
- Apotó.- Tinaja. Desde siglos anteriores, a Olokún se le colocaban sus piedras de fundamento en agua de mar, dentro de una tinaja.
- Àpo Iwa.-  La bolsa de la existencia que Olódùmàrè le entregara a Òrìsà-mlá y que le fuera sustraída por Òdúdúwà cuando este se quedara dormido después de haberse alcoholizado con vino de palmera.
- Ara kolé.- Aura tiñosa. Para los creyentes la teñosa es sagrada porque lleva las invocaciones, peticiones y mensajes a Olofi, la deidad suprema.
- Arabbá.- Orisha que reside en la Ceiba.
- Aroyé.- Debate, trastorno, alboroto, revolución.
- Arubó.- Anciano.
- Ashé.- palabra muy usada en ceremonias rituales de santería = Regla de Ocha, tiene diferentes formas de escritura, pero semánticamente posee un mismo sentido. En la religión Yoruba dícese "Ashé", en portugués "ASHE" y en la afrocubana "Aché" significa to
- Ashè de orula.- Protección que se hace con cascarilla entregado por el babalawo para usar o llevar en el bolsillo
- Asiento de orisha.- Ceremonia de consagración de un orisha.
- Asofacal.- Mano de orula para hombres
- Ataná.- Vela de cera.
- Até.- Tablero que se utiliza en la ceremonia para bajar a Orula y también en el ebbó del tablero.
- Awó.- Sacerdote de Ifá. También plato o vasija que contiene el secreto o misterio escondido del orisha.(Sacerdote de Ifa, iniciado en el misterio del oráculo y quien interpreta los mensajes contenidos en los odu. Es tradición consultarlo para todo tipo de cuestiones que implican el desafío de vivir.  El Awo a través del opele, logra comunicarse con las fuerzas espirituales y trasmite al consultante aquello que es necesario realizar para modificar situaciones adversas. Y puede ser consultado para todo tipo de eventos en la vida de una persona o de la comunidad. No siendo necesario ser seguidor de Ifa para realizar una consulta, toda persona que lo desee puede hacerlo. En oportunidad que Iwori Oyeku decide partir hacia el àiyé, como era rigor, consultó a Ifa, quien le aconsejó que para prevenir sus propias conductas irresponsables en la tierra y aplacar su temperamento orgulloso y creído, sirviera a su Esu un ebo completo. Iwori Oyeku realizo la "ofrenda" y al llegar a la tierra se convirtió en un sacerdote.)
- Ayagguna.- Guerrero.
- Àyewo.- Peligro. Àyègwò posee la misma significación de osogbo

### B
- Baba.- Padre
- Baba me.- Padre mio
- Babalawo.- Sacerdote de Ifá, que adivina según este método y tiene ahijados dentro de la religión.(Sacerdote de Ifá, también llamado padre del secreto o Awo. Sacerdote iniciado y consagrado al Òrìsá Òrúnmìlà, o Ifá.  Representa una de las más altas categorías dentro de la religión. Es el sacerdote a quien los distintos bàbálórìsà o Ìyàlòrìsà piden consulta para resolver diferentes cuestiones dentro de sus templos.  ¡El Bàbáláwo es a quien le está permitido leer el opele de Ifá, pudiendo además utilizar como herramientas de lectura adivinatoria, buzios o cocos.)
- Babalocha.- Padre de santo. Aquel que inició a otro, lo cuida, lo orienta y le atiende en la vida religiosa, pero también le aconseja en la vida normal.
- Babalu-Aye.- Dios de los enfermos, San Lazaro. Babalu-Aye (San Lazaro) dueño del universo, salvador de todas las enfermedades, dios milagroso de los leprosos y todos aquellos que sufren de llagas y heridas. Según la historia, a san Lazaro no le gustaba caminar
- Bajar al santo.- Ocurre en diversas ceremonias, pero sobre todo cuando alguien va a ser poseído por un orisha en la ceremonia de asentar el santo. Todos los santeros rezan y cantan para que las vibraciones del orisha tomen posesión de la cabeza del Iyawo
- Bajar al santo. - Ocurre en diversas ceremonias, pero sobre todo cuando alguien va a ser poseído por un orisha en la ceremonia de asentar el santo. Todos los santeros rezan y cantan para que las vibraciones del orisha tomen posesión de la cabeza del Iyaw
- Batala.- Dios cubano
- Bilomgo.- Brujería donde el muerto mata Bopa.- Aro, atributo de Yemayá.
- Bopa.- Aro, atributo de Yemayá.

### C
- Caballo.- El que es médium de un orisha, le sirve, lo adora, el santo lo monta o posee y a través de él actúa.
- Camino (del santo).- Avatar, historia o faceta que se refiere a ese santo.
- Canastillero.- Escaparates antiguos adaptados para colocar receptáculos de los orishas y sus atributos.
- Cano.- Dios del sexo y los orgasmos
- Carga del santo.- Atributos del orisha que están guardados en su receptáculo, piedras y caracoles mágicos.
- Casas de Ocha.- Casa de santo o de santería, casa-templo donde existen personas dedicadas al culto de la santería, sus prácticas y ritos. En esas casas es donde se inician nuevos adeptos.
- Cauri.- El molusco gasterópodo cuya concha sirvió de moneda en varios pueblos de África. En la santería cubana tiene una connotación mágica. Es el caracol que se utiliza para adivinar en el sistema del Diloggú
- Cazuela.- Receptáculo de hierro donde viven los orishas Oggún y Ochosi.
- Chaba.- Metal. También pulsera de cadena de metal que usan los hijos de Ochosi y Oggún como brazalete.
- Chamalongo.- Cuatro pedazos de coco con la cual se le pregunta al muerto
- Changó.- Santa Bárbara
- Chequete.- Bebida hecha a base de maíz tostado Chileku.- Llave.
- Cocos.- Significado de los cocos preparados y su significado, con miel, cascarilla, aguardiente y puro
- Coidé.- Pluma de loro.
- Comedero.- Vulgarismo que se refiere al receptáculo donde se alimenta al santo.
- Comer.- Dar de comer al santo es realizar sacrificios de animales, ofrendas de comida, dulces, bebidas que se le hacen al orisha.
- Conchy.- Quitar un muerto
- Corona.- Lo que le da realeza al orisha. Por ejemplo, ochumare (arco iris) es la corona de Yemayá.
- Cruzado.- Cuando santos de diferentes orígenes se identifican en el sincretismo.
- Cue cue ye.- Pato

### D
- Dakoduro.- Ancla, uno de los atributos de Yemayá.
- Deimion.- Infierno
- Diloggún.- Sistema de adivinación a través de caracoles. El santero tira dieciséis caracoles, pero está autorizado a leer solo doce. Del trece en adelante, manda al visitante a que se registre con un babalawo.
- Dimanga.- En mayombe (Congo) escribano.
- Drume.- Dormir
- Dun dun.- Todo lo negro
- Didé: Levántese

### E
- Ebbó.- Trabajo de Santería, ceremonia que puede ser de ofrenda o de sacrificio o de purificación. Los paraldos son ebbos para quitar la muerte. Los ebbos son para refrescar, cumplimentar, enamorar a los orishas en las cuestiones más sencillas hasta un baño (Ofrenda o sacrificio ritual hecho a cualquier Òrìsà pero que se utiliza como terminología más frecuente en una ofrenda o agrado especial para Èsù. Símbolo de comunicación ritual entre todas las fuerzas del universo. Los Yòrùbá creen que, a parte del hombre mismo, hay dos fuerzas opositoras en el universo una es ajogun (hostil), la otra ire (benevolente).  Por ello el hombre necesita ofrendar a las fuerzas benevolentes y así seguir disfrutando de su protección y bendición, pero también creen que deben ofrecer sacrificios a los ajogun para que estos no se opongan a sus proyectos.  Por lo extraído de algunas leyendas, los Yòrùbá creen que para conservar el equilibrio en la tierra, los hombres deben restituir simbólicamente, parte de todo lo que toman y consumen de ella, en forma de sacrificios rituales y Dios, los recibirá como parte de él que son ).
- Echu adde.- Corona de elegua
- Efun.- Cascarilla
- Egbadó.- Originarios de una tribu de la costa occidental de África.
- Egbé.- Torbellino. También hacer bien, un favor o merced.
- Eggún.- Espíritu, alma de los muertos (Espíritu de los muertos ancestrales que regresan a la tierra en determinadas ceremonias rituales. En América, puntualmente en la isla de ITAPIRICA, en Brasil, cerca de Salvador de Bahía, existe un CANDOMBLE DE EGUNGUN. El nombre de ese terreiro es "ILE AGBOULA". Uno de los Òrìsà a quien se le rinde culto junto con los muertos es IYANSA, llamada Oyabale (Reina del balé). El jefe de esas casas de adoración, recibe el título de Alapini. Los egun son llamados BABA-EGUN).
- Eiyele.- Paloma
- Ekine.- Nuez de palma o de kola. Es el receptáculo o representación de Orula en la Tierra. Ekó.- Tamal de maíz.
- Ekrú.- Comida que suele ofrecerse a los orishas, a base de fríjoles de carita pilados y macados.
- Ekú.- Alimento de eleggua (jutia)
- Ekuele.- Cadena con ocho cocos o trozos de carapacho de jicotea que se utiliza en el sistema adivinatorio de Ifá. Todos los días al levantarse, el Babalawo se tira el ekuele para saber qué debe hacer durante ese día.
- Elegún.- Elegido por el santo, al cual posee en la ceremonia y a través del cual se expresa.
- Elekes.- Se llama así a las cuentas de collar y al collar mismo.
- Eleque de oya.- El collar de oya
- Elgua.- Yoruba
- Eliefe.- Coco Eliefe
- Ellá.- Pescado. También tatuaje marca de la nación a la que pertenecía en África.
- Ellegwa.- Ustedes tienen la palabra
- Elliogop.- Signo
- Emi.- Alma, espíritu (La tradición oral Yòrùbá dice que el alma - èmí -, fue dado por Olódùmàrè luego de crear al hombre, en el preciso instante que le transmitió el soplo de vida.  Después de la creación de la tierra, Dios encomendó a Òsà-nlá la tarea de modelar al hombre. Luego de haber sido moldeado, le dio vida propia “soplando el emi que lo acompaña durante toda la existencia terrena y que se retira en el momento de su muerte, subiendo a otro plano astral, esperando su próxima reencarnación).
- Enganga.- Prenda.
- Entrega de guerreros.- Cazo con metales
- Entregar el santo.- Cuando el iniciado recibe el santo en su casa, antes lo ha recibido en el templo o casa de Ocha. Se lo entrega su padrino mediante una ceremonia.
- Epó.- Aceite de palma o Manteca de corojo ( Es el aceite extraído del fruto de una palmera africana llamada en Brasil, dendezeiro. Este fruto es mucho mas pequeño que el coco, pero dura por la parte de adentro y blanda en su exterior. De la parte externa se raspa y extrae el dende. Este fruto recibe el nombre de ÈKÙRÓ. Esta palmera fue llevada al Brasil por los esclavos y se aclimató sin problemas al suelo brasileño.  El aceite de dende es indispensable para la cocina africana, es usado en comidas votivas, asentamientos, etc.).
- Eppo.- Manteca de corojo
- Eran malu de cocote.- Carne de cerdo
- Erdibre.- Hijo de Orunmila
- Erún.- semilla que asemeja una cola de escorpión.
- Eshe.- Suerte
- Espejos alumbrando.- Lugares determinados
- Euré melli.- Dos chivos.
- Ewe.- Monye, yerba. Las yerbas y palos de monte son imprescindibles en las ceremonias de santería.
- Fifeto.- Lavatorio del santo durante el cual se implora que todo sea para bien y de la gracia del orisha.
- Fifí Ocán.- De la ceremonia inicial, se llama así al acto de poner con un pincel las pintas de color en la cabeza del Babalocha en la iniciación.

### F
- Freddy.- Principe de paz
- Fumbi.- Polvo de muerto huesos
- Fundamento. - Es el receptáculo del santo, que permanece dentro de la sopera o el lebrillo o la tinaja, según sea el caso.
- Funfun.- Todo lo blanco, todas las sustancias y cosas blancas

### G
Gallina negra. - Muerta con nombre de una persona 
Gio Gio.- Pollitos, hijos de las gallinas, utilizados para dar de comer a Eleggua, Eggun y otros orichas. 
Guanbinda.- Nadir 
Guinea.- Gallina
Güiro.- Tambores toques De santos 
Güemilere.- Fiesta profana que se da en honor a los santos en la cual los asistentes bailan, comen y toman. 

### H
- Hijo de santo.- El que hizo santo bajo la advocación de determinado orisha, es su hijo.

### I
- Ibaé.- Desearle lo mejor en el más allá.
- Ibú.- Río.
- Icu.- Muerto en lengua lukumi
- Iddé.- Manilla consagrada.
- Ifá.- Sistema adivinatorio regido por el orisha Orula. Según sus seguidores, en Ifá nacen todas las religiones y creencias (Ifà es totalidad y ubicuidad, sabe habla y trata sobre todo lo existente en forma conjunta o individual. Es la palabra, la luz y la verdad que descendió del orun al aiye. Fue esta palabra que Olódùmàrè uso en la creación del universo).
- Ifa ifa ika.- Sistema adivinatorio regido por el orisha Orula. Según sus seguidores, en Ifá nacen todas las religiones y creencias. - Maleficio.
- Ika.- Maleficio.
- Iká.- Signo de Ifá en el que nacen el hechizo, la brujería, la serpiente, el brujo y la maldad.
- Ikafun.- Signo.
- Iké.- Casa, habitación, tierra.
- Ikú.- La muerte. El momento en que la deidad se le aparece a alguien y le comunica que su tiempo ha terminado en la tierra y le extiende la mano para acompañarlo ( El Òrìsà encargado la muerte terrenal. òkú, el muerto. kú, morir. ìté òkú, morada de los muertos. Los Yòrùbá creen en la teoría de la reencarnación y consideran que el hombre está de paso en la tierra - Ajò Iawà, òrun nilé, quiere decir; el hombre está de paso en la tierra, el cielo es su verdadero hogar. Y respetando esa creencia, la ceremonia fúnebre también es expresada por medio de danzas y sonido. Se despide al difunto sabiendo que renacerá nuevamente en forma de otro ser humano. Se narra en un itan que al ser pedido por Dios, se formaran los hombres con un elemento extraído del aiyé, todos los Òrìsá salieron a buscar una porción de barro, pero debieron desistir de su acción porque el barro llorando imploraba que no le sustrajeran ninguna de sus partes, el dolor le resultaba inmenso y no lo consideraba justo. Al desistir las demás divinidades, ikú haciendo caso omiso al dolor del barro, tomó una porción, asegurándole que era simplemente en calidad de préstamo y prometiendo que sería devuelta; y se la llevo a Òsà-nlá para que pudieran así ser moldeados los humanos según el pedido de Dios. Razón por la que ikú es el responsable de restituir al barro lo que de éste tomó y el encargado de llevar a los hombres, después de muertos a su origen. Ikú anda por los caminos sin parar, debe cumplir su promesa y la seguirá cumpliendo hasta que el último hombre habite la tierra.).
- Ildé.- Orula
- Ile.- Casa
- Ilú batá.- Tambor batá consagrado por el orisha Añá y a través del aché del cual son capaces de adivinar. Conjunto de tambores.
- Indiobón.- Jefe principal
- Insumba.- Tabaco
- Irawó.- Estrella arco iris, cometa que se pone en la sopera con las piedras de Aggayú.
- Iré.- Bendición. Es estar positivo, bien predispuesto, con energía positiva, es salud.Todas las cosas buenas. Suerte.
- Ireobaraochemelli.- Suerte, rey de la riqueza todo en positivo Irete.-
- Irofá.- Tarro de venado que se usa en la ceremonia del tablero de Ifá.
- Iroko.- Árbol sagrado habitáculo de todos los orishas.
- Iruke.- Es uno de los atributos de Obatalá. Es un rabo de caballo blanco y se usa para limpiar de malas influencias.
- Isoku:.- Cementerio.
- Irùmolè, Imole o Imale.- Uno de los nombres con que se denomina a los Òrìsà. Son espíritus que no pasaron por la vida terrenal. Sus elementos y fuerza espiritual son; agua, tierra, fuego y aire. Y junto con los Òdu, contribuyen a mantener el destino de la creación.
- Itan o Ita- Leyenda, narración, proverbio o historia ( Para La Religión Tradicional Africana los Itan dan cuerpo al libro sagrado de Ifá, por lo tanto, son los referentes itan, donde se apoya EL ORÁCULO SAGRADO DE IFÀ. Y es el contenido expreso en estas leyendas lo que los Bàbáláwó interpretan a través del registro de Ifà con el Òpèlè. En la religión de los Òrìsà, los ìtàn son las leyendas que van formando la historia de la humanidad. Cuyo testimonio va siendo trasmitido por los mayores, en forma de parábolas o versos. Es en el continuo decir de los Itan que el religioso africano se relaciona con la Teología, adoctrinando así a la congregación religiosa. Los ìtàn constituyen una de las principales fuentes del conocimiento religioso, en ellos se encuentran las sagradas palabras que dan cuerpo al lenguaje religioso de los pueblos africanos. En relación a los proverbios y la importancia de éstos para el pueblo Yòrùbá,   “...Los proverbios son refranes ingeniosos, concisos y prudentes, conocidos por la gente Yòrùbá. Ellos penetran todos los aspectos de la vida Yòrùbá, sirven como proyecciones que esclarecen dentro de la historia, filosofía y todos los aspectos socioeconómicos de la vida Yòrùbá.) .
- Iwi.- Espíritu de otro mundo, fantasma.
- Iworiyekun.- Signo.
- Iworo.- Santero.
- Iwory rete.- Ladrón.

- Iyabó.- Hombre o mujer novicio de la Regla de Ochá.[6]
- Iyón.- Coral.

### J
- Jabo.- Persona que viste de blanco
- Jicotea.- Tortuga pequeña de Cuba.
- Juniko.- El que desentierra
- Jutiia.- Correspondencia católica del divino niño Jesus, el da pero también quita, es celoso

### K
- Kabiosile .- Saludo al rey shangoo
- Kamakun.- Felicidad
- Kanchila.- Hernia.
- Kariocha.- Consagrar a un neófito.
- Kiranano.- Santeria
- Kofibori.- PIPI

### L
- Lavar el santo.- Ceremonia en que los santeros jóvenes ponen las yerbas frescas cuidando que cada una corresponda a su santo.
- Lavatorio de santos.- Foto
- Lerí de Ikú.- Cabeza de muerto.
- Libreta de santero.- Cuadernos atesorados por descendientes de esclavos que aprendieron a escribir y dejaban constancia de las historias de su lejana tierra africana.
- Limpieza.- Despojo, exorcismo, se realiza con yerbas, flores, perfumes, cascarilla

### M
- Macumba.- Brujería o trabajo montado.
- Madre de santo.- Es quien hizo santa a la neófita.
- Maferefun.- Bendecido. Gracias.
- Maferefun.- Bendiciones. Ejemplo: maferefun obatala, bendiciones de obatala
- Maíz finado.- Comida que se ofrece a Yemayá compuesto por maíz seco con azúcar.
- Makuto.- Muñeco que se hace de una prenda de vestir, con vellosidades de la persona,para trabajos.
- Mamferemfu.- Alabado sea
- Mano de Diloggún.- Conjunto de dieciséis caracoles.
- Mano de santo.- Los caracoles que se entregan al iniciado en el número que corresponden a su orisha.
- Mariwó.- Adorno hecho con guano que se pone en las puertas de las casas de santo.
- May i oruko mi....- Mi nombre es...
- Mayombero.- Sacerdote de una de las vertientes de la Regla de Palo.[7]
- Melli.- Dos.
- Moedun.- Mono.
- Moforovale.- RENDIR HONOR O TRUBUTO A UN ORISHA, BIEN SEA DEL PADRINO (a) U OBYUBON(A)
- Montado. - Cuando baja un santo a la cabeza de alguien y empieza a actuar a través de esa persona, se dice que lo monta. Monye.- Marihuana
- Moyuba.- Yo te saludo
- Moyugbar.- Saludar al orisha, pedirle permiso, licencia.
- Mpungo.- El mpungo es el nkisi, semidiós o Santo como ejemplo en la terminología Católica.
- Munanso.- Casa, hogar

### N
- Negue-Negue que son quinongo.- Amigo, Socio integrante de la religión Babalao.
- Nfumbe.- El nfumbe es el muerto que ejecutara los trabajos que le pida el ngangulero. Este es el mensajero de la prenda.
- Nfunde.- Deidad muerta en la palería
- Ngangulero.- El ngangulero es aquel que trabaja la nganga y por eso se le da ese nombre. Como la persona llega a rayarse o saber si tiene que ser iniciado(a) en la religión? Hay muchas formas por la cual le puede salir a una persona el tener que rayarse o iniciar
- Ni tori obini.- Por mediación de una mujer
- Nkobo.- Concha.
- Nyaya nkisi.- La nyaya nkisi es la madrina de esta religión. Ella podrá tener ahijados, solo que tendrá que depender de un tata nkisi que sea quien le haga las ceremonias a sus ahijados. El hombre es quien raya en esta religión. Ella podrá hacer trabajos siemp
- Ñangare.- Saludo al sol que se hace el domingo de ceremonia

### O
- Oba.- Rey
- Obara.- Rey
- Obara melli.- Signo de un iniciado conawo faca (mano de orunmila)
- Obara ogbe.- Ifa
- Obatala.- Virgen de las Mercedes
- Obbá.- Rey. En África es un río divinizado.
- Obba-tala.- Rey que brilla en lo alto
- Obbeyono.- Ochun
- Obbi.- Coco, forma de hablar con el santo,
- Obgoni.- Orishas que se nombran pero que en Cuba no se tiene información de ellos.
- Obí.- Rogar, rezar.
- Obi.- Coco
- Obini.- Mujer
- Obo.- Ano.
- Obon.- Orishas que se nombran pero que en Cuba no se tiene información de ellos.
- Obra de santo.- Cualquier trabajo que se le pone al orisha para que conceda una solicitud.
- Ocana.- Signo que corresponde en el Diloggún al número uno.
- Oché.- Hacha de Changó.
- Oche melli.- Signo de riqueza
- Ochinchin.- Comida a base de camarones, acelgas, tomates, alcaparras y huevo duro.
- Ochosi.- Flecha de metal del orisha con mismo nombre.
- Ochú.- Luna llena, látigo, mes.
- Ochún.- Nuestra señora de la caridad del cobre dueña del río,color amarillo,oro y miel.
- Oco.- Huevo
- Odán.- Adorno de la corona de Ochún.
- Odduara.- Piedra de rayo atributo de Changó.
- Odù o Odu.- Los Odù son coordenadas cósmicas, puntos longitudinales y latitudinales que hacen referencia a Dios.  Existen 16 Odù principales que son llamados íyá odù y 256 combinaciones, llamadas omoodù.
- Ofikele entrupo odara.- Buen sexo.
- Oforiyekun.- Muerte
- Oggué:.- Cuerno, también es el orisha catolizado con San Blas.
- Ogun.- Guerrero
- Oguna masa.- Guerrero
- Ogunda Masa.- Guerrero
- Ogunda peye omo obatala.- Signo mano de orula
- Ogve ate.- Signo
- Ojí chequete.- Bebida a base de maíz fermentado.
- Ojuani sa.- Buscar
- Oké.- Montaña.
- Oki lo vio chan.- El muerto saluda al santo Okó.- Bote, embarcación.
- Okum.- Mar
- Okuní.- Hombre (masculino) Okutá.- Piedra.
- Olelé.- Tamal envuelto en hoja de plátano.
- Olofi.- Es el Dios que reconocen todas las religiones, origen de todas las cosas.
- Olódùmàrè.- Es el Dios que reconocen todas las religiones, origen de todas las cosas.
- Ologbo.- Sabiduría, sabio.
- Ololodi.- Oshun Ololodi
- Olorun.- Sol
- Olú batá.- Dueño de los tambores.
- Olula.- Santo
- Oluo.- Padrino de religión
- Olóùmàré. -  Es el Dios que reconocen todas las religiones, origen de todas las cosas.
- Oluwo.- Babalawo que antes de recibir ifa a acentado ocha o santo
- Omi.- Agua
- Omiero.- Agua sagrada preparada con yerbas consagradas a los orishas, tabaco, miel, ceniza, cascarilla, sangre de los sacrificios y otros ingredientes.
- Omilasa.- Agua bendita.
- Omitola.- Corriente de agua que guía
- Omó.- Hijo de santo.
- Ondoco.- Relación sexual
- Oñí.- Miel o abeja, atributo de Ochún.
- Oparaldo.- Retiro de muerto
- Opele.- Especie de collar abierto o cadena, usado para la adivinación por los babalawo (El òpèlè puede ser confeccionado en cualquier material siempre que, en él, se encuentren ligadas a la cadena, ocho esferas exactamente iguales, y que mantengan un lado cóncavo y otro convexo).
- Opoayé.- Bastón de mando de Obatalá.
- Opolopo.- Bastante, mucho
- Ori.- Cascarilla
- Ori. - Es el acto puro que guía la existencia, el regulador de cada destino y su identidad individual.  La parte interna de la cabeza espiritual es llamada ORI INU, siendo considerada, la personal divinidad del individuo y gobernante absoluto de su vida su vida.  Ori es el Òrìsà supremo después de Olóùmàré y en el concepto Yòrùbá, el Ori es la primera creación de Olóùmàré y el que marca el destino de los Òrìsà, los hombres y todas las criaturas que pueblan el orun y el aiye.
- Oriaté.- Maestro de ceremonia sabio dentro de la Regla de Ocha.
- Orishas.- Deidades de la santería.
- Oru.- Sol, sueño.
- Orula.- Santo
- Orún.- Imploración.
- Orún.- Cielo.[8] (Según Juana Elbein dos Santos, “...el Orun es el mundo paralelo que coexiste con todos los contenidos en este mundo. Espacio sobrenatural donde están los dobles espirituales y abstractos...”).
- Orungan.- Mediodía.
- Osa guleya.- Signo de Ifa
- Osamelli.- Osa + melli = dos
- Osanyin.- San Jose
- Oshe di.- De este signo
- Oshún.- Nuestra señora de la caridad del cobre dueña del río,color amarillo,oro y miel
- Osobbo.- Mala suerte, contrariedad.
- Osogbos.- Castigos,trabajos malos,brujerías.
- Osorbbo.- Término Yoruba. ("Cosas malas arriba de ti,no sales adelante, araye, mala suerte,no adelanta na ma con brujeria").
- Osun.- Pintura que se le pone al iniciado en el momento de asentarle el santo.
- Osu.- Bastón simbólico que representa a los ancestros del culto a Ifa y liga los dos planos de la existencia.(El Osu es confeccionado con un largo cilindro metálico, firmemente apoyado en el suelo y que en su cima lleva un pájaro de metal, posando sobre la bandeja de la que a su vez cuelgan pequeñas campanas y que representa aquella donde el Oluwo marca los odu.)
- Otá.- Piedra receptáculo del orisha.
- Otí.- Ron
- Otí bembe.- Ron soplado desde la boca.
- Owatalla.- Virgen de Owatalla. Virgen que hace milagros.
- Owó.- Dinero, riqueza, negocio.
- Oya.- Hija de Yemaya y de Orongun, Nuestra Senora de la Candelaria. Dueña de los cementerios, ella forma parte del grupo de las tres mujeres de Chango. La leyenda de esta orisha poderosa, está constantemente ligada a la de Chango, ya que Oya es la c Oyiyi.
- Okú.- Espíritus.
- Oyù.- Ojos
- Oyugbona.- Segundo padrino o madrina. Es responsable directo de todos los ritos y ceremonias que se le hagan al Iyawó durante la Iniciación Padrino.- Oficiante que le hace el santo al iniciado.

### P
- Págugu.- Bastón de madera que se utiliza en las ceremonias fúnebres y representa los espíritus de los antepasados.
- Palero.- El palero es aquel que se ha rayado en un fundamento o nganga. El rayamiento es la ceremonia en esta religión de culto, a los Nkisis o ngangas. Hay diferentes clases de rayamientos, como Bakofula, tata Guancho, Lindero, Mutambre, Marikilla, Guardiero.
- Panchaga.- Puta.
- Pantalón. - Hombre
- Pattakí.- Narración de leyendas y fábulas de los orishas y sus caminos.
- Pemba.- Vela
- Pinaldo.- Cuchillo de Oggún.
- Poa.- Grosería de significado maldito. Penetrado por el ano. Homosexual.
- Polvo alejar muerte.- Polvo para alejar a la muerte Pulsera ilde.- Pulsera verde y amarilla.

### Q
- Quisa.- Callar

### R
- Rayar.- Iniciarse en la religión
- Registrarse.- Consultarse con el santero.

### S
- Sala malecum malecum sala.- Frase que se utiliza para desearle la paz al otro. La persona dice "sala malecum" es decir, le desea la paz y la otra persona responde "malecum sala" es decir, le agradece y le desea la paz a la otra persona
- Sala malenka.- Es el saludo de los santeros
- Saya.- Mujer
- Soro.- Hablar
- Sumú Gagá.- El espíritu que otorga la vida.

### T
- Tantor.- Elefante
- Tata enganga.- Padre de enganga, es decir, padre de prenda
- Tata funde.- Libro del chamalongo para consultar
- Tata nkisi.- Tata nkisi (padre nganga) es el padrino o sacerdote de esta religión. Es el que dirige y ejecuta las ceremonias de rayamientos. También será el que monte prendas, ngangas o fundamentos. También es el único facultado para darle de comer a los fundame
- Tiyu.- Vergüenza.
- Timbelese: Al pie de...
- Tola.- Viento, vientos huracanados.
- Tuke.- Turbante
- Tuto.- Fresca.

### U
- Uke.- Escobita con que se barre el tablero de Ifá, hecha de pelo de caballo.
- Urula.- Collar o pulsera protectora.

### V
- Vela de orisha.- Vela de consagración de un orisha
- Velón.- Es más grande y gorda que la vela
- Virgen de owatalla.- Virgen que hace milagros

### Y
- Wafamensu.- Ciego
- Wanfuto.- Cubano
- Wanka.- Gracias
- Wankasi.- Amigo
- Wata.- Jícara
- Wemba.- Brujería
- Yalorde.- Reina, madre. llamada las dos orishas femeninas Ochún y Yemayá
- Yefá.- Polvo mágico hecho de colmillo de elefante.
- Yemayá.- Sincretización en la religión católica. Diosa del mar, en lo católico es La Virgen de Reglas
- Yerbero.- Persona que vende hierbas, semillas, y otros objetos relacionados con las religiones afro.
- Yewa.- Sincretización en la religión católica. Diosa de los Desamparados, vive en los cementerios. En lo católico Nuestra Señora de los Desamparados, de Monserrat, Virgen de los Dolores, Santa Clara de Asís y Santa Rosa de Lima.
- Yika.- Salvavidas.
- Yroso oddi.- Letra
- Yuba: Saludo

### Z
- Zunga.- Tabaco o puro